# جون كونينغهام نولز
جون كونينغهام نولز هو سياسي كندي، ولد في 15 أكتوبر 1894، وتوفي في 31 أغسطس 1977. انتخب عضو المجلس التشريعي من ساسكاتشوان.